# Genopførelse af World Trade Center
Processen med oprydningen og genopførelse af World Trade Center efter angrebene foregik i døgndrift. I alt tog det otte måneder at få ryddet helt op. Rester blev transporteret fra Ground Zero til Staten Island. Den 30. maj 2002 blev der afholdt en ceremoni for officielt at erklære oprydningen efter terrorangrebet for tilendebragt. I 2002 begyndte man på opførelsen af en ny World Trade Center nr. 7. Bygningen blev færdigbygget i maj 2006 nord for det nye World Trade Center. Derudover blev en midlertidig PATH station ved World Trade Center åbnet i november 2003, der i 2016 blev erstattet af en permanent station, designet af Santiago Calatrava.
Bag genopførelsen af World Trade Center er der mange aktører, herunder Larry Silverstein og folk fra havnemyndigheden, og deltagelse af guvernør i New York George Pataki gav en vis autoritet. Samt, at ofrenes familier og folk i de omkringliggende kvarterer ønskede borgmester Michael Bloomberg til at lede genopførelsen. I november 2001 etablerede George Pataki Lower Manhattan Development Corporation (LMDC) som en officiel kommission til at overvåge genopførelsesprocessen. The Memory Foundations, designet af Daniel Libeskind, blev valgt som den overordnede plan for det nye World Trade Center. Planen omfattede et 541 meter højt Frihedstårn, (nu kendt som 1 World Trade Center) samt et mindesmærke og en række højhuse.
Den 13. marts 2006 ankom arbejderne for at fjerne de sidste rester og starte opmålingen. Dette markerede den officielle start på opførelsen af det nationale September 11 Memorial & Museum, dog ikke uden protester fra nogle af de omkomnes familiemedlemmer. I april 2006 aftalte havnemyndigheden med Larry Silverstein, at han skulle overdrage rettighederne til at udvikle Frihedstårnet og tårn fem i bytte for en finansiering med Liberty Bonds for tårn 2, 3 og 4. Den 27. april 2006 blev en ceremoni afholdt for Frihedstårnet.
I maj 2006 blev Richard Rogers og Fumihiko Maki annonceret som arkitekterne bag tårn 3 og 4. Det endelige design for tårn 2, 3 og 4 blev afsløret den 7. september 2006. Tårn 2 vil få navnet 200 Greenwich Street, og vil have en højde af 382 meter og et 96-fod højt spir, hvilket i alt giver 411 meter. Tårn 3 vil få navnet 175 Greenwich Street og vil have en højde af 352 meter samt antenner, der vil give tårnet en højde af i alt 383 meter. Tårn 4 får navnet 150 Greenwich Street og vil have en samlet højde på 288 meter. Den 22. juni 2007 meddelte havnemyndigheden i New York og New Jersey, at man ville bygge en 42-etagers bygning kaldet tårn 5. Kohn Pedersen Fox blev valgt som arkitekt for bygningen.
Opførelsen af 1 World Trade Center blev mødt med kritik, lige fra selve formgivningen til navneændringen. New Yorks borgmester Michael Bloomberg udtalte i 2003, at Frihedstårnet ikke ville skifte navn til 1 World Trade Center, det skulle hedde Frihedstårnet.